# 北緯71度線
北緯71度線（ほくい71どせん）は、地球の赤道面より北に71度の角度を成す緯線。北極内部にあり、大西洋、ヨーロッパ、アジア、北アメリカを通過する。また北極海の南方諸島も通過する。
この緯度の下では、5月12日頃から8月1日頃までの約2ヶ月半の間は白夜になり、11月21日頃から1月22日頃までの約2ヶ月間は極夜になる。

## 通過する地域一覧
北緯71度線は、本初子午線から東に向かって以下の場所を通っている。
| 地理座標                                               | 国土・領土・領海 | 備考                                                          |
| ------------------------------------------------------ | ---------------- | ------------------------------------------------------------- |
| 北緯71度0分 東経0度0分 / 北緯71.000度 東経0.000度      | 大西洋           | ノルウェー海                                                  |
| 北緯71度0分 東経23度15分 / 北緯71.000度 東経23.250度   | ノルウェー       | Rolvsøy島、Havøya島、モゼー、マーゲロイ島                     |
| 北緯71度0分 東経26度8分 / 北緯71.000度 東経26.133度    | バレンツ海       |                                                               |
| 北緯71度0分 東経27度15分 / 北緯71.000度 東経27.250度   | ノルウェー       | Nordkinnhalvøya                                               |
| 北緯71度0分 東経28度26分 / 北緯71.000度 東経28.433度   | バレンツ海       |                                                               |
| 北緯71度0分 東経53度0分 / 北緯71.000度 東経53.000度    | ロシア           | ノヴァヤゼムリャ - Mezhdusharsky島、ユージヌィ島              |
| 北緯71度0分 東経56度40分 / 北緯71.000度 東経56.667度   | カラ海           |                                                               |
| 北緯71度0分 東経66度41分 / 北緯71.000度 東経66.683度   | ロシア           | ヤマル半島                                                    |
| 北緯71度0分 東経72度35分 / 北緯71.000度 東経72.583度   | オビ湾           |                                                               |
| 北緯71度0分 東経73度48分 / 北緯71.000度 東経73.800度   | ロシア           | ガイダン半島                                                  |
| 北緯71度0分 東経82度12分 / 北緯71.000度 東経82.200度   | エニセイ湾       |                                                               |
| 北緯71度0分 東経83度24分 / 北緯71.000度 東経83.400度   | ロシア           |                                                               |
| 北緯71度0分 東経130度15分 / 北緯71.000度 東経130.250度 | ラプテフ海       | Buor-Khaya湾                                                  |
| 北緯71度0分 東経131度46分 / 北緯71.000度 東経131.767度 | ロシア           |                                                               |
| 北緯71度0分 東経152度7分 / 北緯71.000度 東経152.117度  | 東シベリア海     |                                                               |
| 北緯71度0分 東経154度50分 / 北緯71.000度 東経154.833度 | ロシア           |                                                               |
| 北緯71度0分 東経158度8分 / 北緯71.000度 東経158.133度  | 東シベリア海     |                                                               |
| 北緯71度0分 東経178度37分 / 北緯71.000度 東経178.617度 | ロシア           | ウランゲリ島                                                  |
| 北緯71度0分 西経178度14分 / 北緯71.000度 西経178.233度 | チュクチ海       |                                                               |
| 北緯71度0分 西経157度23分 / 北緯71.000度 西経157.383度 | アメリカ合衆国   | アラスカ州 - Alaska North Slope                               |
| 北緯71度0分 西経154度35分 / 北緯71.000度 西経154.583度 | ボーフォート海   |                                                               |
| 北緯71度0分 西経127度19分 / 北緯71.000度 西経127.317度 | アムンゼン湾     |                                                               |
| 北緯71度0分 西経118度24分 / 北緯71.000度 西経118.400度 | カナダ           | ノースウエスト準州 - ビクトリア島 ヌナブト準州 - ビクトリア島 |
| 北緯71度0分 西経104度24分 / 北緯71.000度 西経104.400度 | M'Clintock海峡   |                                                               |
| 北緯71度0分 西経99度15分 / 北緯71.000度 西経99.250度   | ラーセン湾       |                                                               |
| 北緯71度0分 西経96度28分 / 北緯71.000度 西経96.467度   | カナダ           | ヌナブト準州 - ブーシア半島                                   |
| 北緯71度0分 西経92度52分 / 北緯71.000度 西経92.867度   | ブーシア湾       |                                                               |
| 北緯71度0分 西経89度15分 / 北緯71.000度 西経89.250度   | カナダ           | ヌナブト準州 - バフィン島                                     |
| 北緯71度0分 西経86度21分 / 北緯71.000度 西経86.350度   | ベルニエ湾       |                                                               |
| 北緯71度0分 西経87度17分 / 北緯71.000度 西経87.283度   | カナダ           | ヌナブト準州 - バフィン島、シレム島、再びバフィン島を通過。   |
| 北緯71度0分 西経70度34分 / 北緯71.000度 西経70.567度   | バフィン湾       |                                                               |
| 北緯71度0分 西経51度51分 / 北緯71.000度 西経51.850度   | グリーンランド   | 本土及びミルン島                                              |
| 北緯71度0分 西経25度43分 / 北緯71.000度 西経25.717度   | スコアスビー湾   |                                                               |
| 北緯71度0分 西経24度12分 / 北緯71.000度 西経24.200度   | グリーンランド   | スコアスビー大陸                                              |
| 北緯71度0分 西経21度46分 / 北緯71.000度 西経21.767度   | 大西洋           | グリーンランド海                                              |
| 北緯71度0分 西経8度30分 / 北緯71.000度 西経8.500度     | ノルウェー       | ヤンマイエン島                                                |
| 北緯71度0分 西経8度6分 / 北緯71.000度 西経8.100度      | 大西洋           | ノルウェー海                                                  |